# Recobriment
Un recobriment és un revestiment que s'aplica a la superfície d'un objecte o substrat. El propòsit d'aplicar el recobriment pot ser decoratiu, funcional o tots dos. Els recobriments es poden aplicar com a líquids, gasos o sòlids, per exemple, recobriments en pols.
Les pintures i laques són recobriments que majoritàriament tenen un doble ús, que són protegir el substrat i ser decoratius, encara que les pintures d'alguns artistes només serveixen per a la decoració, i la pintura de grans canonades industrials és d'identificació (per exemple, blau per a aigua de procés, vermell per a foc). control de lluita) a més de prevenir la corrosió. Juntament amb la resistència a la corrosió, també es poden aplicar recobriments funcionals per canviar les propietats superficials del substrat, com ara l'adhesió, la humectabilitat o la resistència al desgast. En altres casos, el recobriment afegeix una propietat completament nova, com una resposta magnètica o conductivitat elèctrica (com en la fabricació de dispositius semiconductors, on el substrat és una oblia), i forma una part essencial del producte acabat.

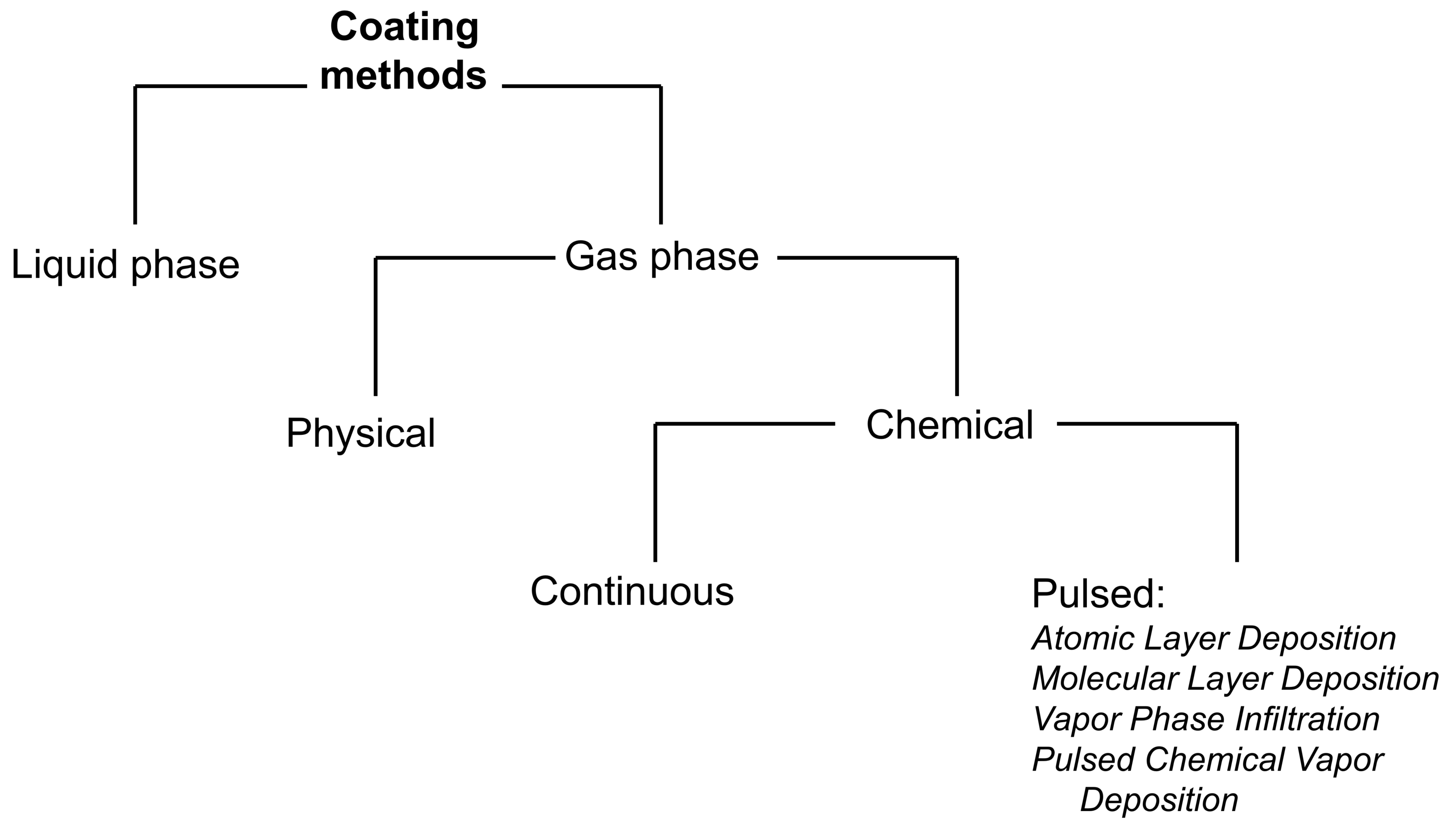
Visió esquemàtica de les diferents classes de tècniques de recobriment amb alguns exemples, amb èmfasi en el recobriment en fase gasosa (específicament ALD i tècniques relacionades).

Una consideració important per a la majoria dels processos de recobriment és controlar el gruix del recobriment. Els mètodes per aconseguir-ho van des d'un simple raspall fins a maquinària de precisió cara a la indústria electrònica. Limitar l'àrea de recobriment és crucial en algunes aplicacions, com ara la impressió.
El recobriment "roll-to-roll" o "basat en web" és el procés d'aplicar una pel·lícula fina de material funcional a un substrat en un rotlle, com ara paper, teixit, pel·lícula, paper d'alumini o full.

## Aplicacions
Els recobriments poden ser alhora decoratius i tenir altres funcions. Una canonada que transporta aigua per a un sistema d'extinció d'incendis es pot recobrir amb una pintura anticorrosió vermella (per a la identificació). La majoria dels recobriments protegeixen fins a cert punt el substrat, com ara els recobriments de manteniment per a metalls i formigó. Un recobriment decoratiu pot oferir una propietat reflectant particular, com ara un aspecte brillant, setinat, mat o pla.
Una aplicació important del recobriment és protegir el metall de la corrosió. Els recobriments d'automòbils s'utilitzen per millorar l'aspecte i la durabilitat dels vehicles. Aquests inclouen imprimacions, bases i laques transparents, aplicades principalment amb pistoles de polvorització i electrostàticament. La carrosseria i la carrosseria dels automòbils reben algun tipus de recobriment per sota de la carrosseria. Aquests recobriments anticorrosió poden utilitzar grafè en combinació amb epoxis a base d'aigua.
Els recobriments s'utilitzen per segellar la superfície del formigó, com ara sòls de polímer/resina sense costures, revestiment de paret/contenció, impermeabilització i impermeabilització de parets de formigó i cobertes de ponts.